# 阿波羅尼亞鱥
阿波羅尼亞鱥（学名：Phoxinus apollonicus）為輻鰭魚綱鯉形目雅羅魚科鱥屬的魚類。主要分布於歐洲阿爾巴尼亞及蒙特內哥羅莫拉查河及其支流澤塔河流域，體長可達6.8公分，生活習性不明。